# 岐阜県道226号飯田島里線
岐阜県道226号飯田島里線（ぎふけんどう226ごう いいだしまざとせん）とは、岐阜県養老郡養老町飯田から同県大垣市島里町に至る一般県道である。

## 概要
2001年（平成13年）12月15日に杭瀬川に架かる柳橋が完成するまでは、もぐり橋である上笠橋を通っていた。欄干が低いので転落事故がしばしば起こった。
死者が出る事故が相次いだことや柳橋本体は完成しているにもかかわらず、大垣市側の取り付け道路は土地収用が上手くいかずに、建設されていなかったため行政の怠慢が批判された（養老町側の土地の収用は平成元年ごろまでに終了）。そのため、テレビのワイドショー番組でも取り上げられたことがある。
また、冬季（概ね12月中旬 - 3月中旬）は通行止めとなっていた。

### 路線データ
岐阜県法規集に基づく起終点および経過地は次のとおり
- 起点：養老郡養老町飯田（飯田交差点＝岐阜県道96号大垣養老公園線交点）
- 終点：大垣市島里町（島里交差点＝国道258号交点）
- 重要な経過地：なし

## 地理

### 通過する自治体
- 岐阜県
養老郡養老町 - 大垣市

### 交差する道路
- 岐阜県道96号大垣養老公園線：養老町飯田交差点
- 岐阜県道225号小倉烏江大垣線：大垣市友江2交差点
- 国道258号：大垣市島里交差点

### 沿線
- 養老鉄道 友江駅
- 名神高速道路 大垣IC